# هيدي سكوت
هيدي سكوت (بالإنجليزية: Hedy Scott)‏ هي بلاي ميت وعارضة وممثلة بلجيكية وأمريكية، ولدت في 24 يناير 1946 في Jodoigne ‏ في بلجيكا.

## وصلات خارجية
- هيدي سكوت على موقع IMDb (الإنجليزية)
- هيدي سكوت على موقع قاعدة بيانات الفيلم (الإنجليزية)